# فريد مالين
فريد مالين (بالإنجليزية: Fred Mallin) (1907 – 1986) هو ملاكم من المملكة المتحدة راحل، مثّل بلاده في الألعاب الأولمبية الصيفية 1928.

## روابط خارجية
فريد مالين على موقع أوليمبيديا (الإنجليزية)